# 도다촌 (이와테현)
도다촌(戸田村)은 이와테현 구노헤군에 설치되었던 촌이다. 현재의 구노헤촌에 해당한다.

## 연혁
- 1889년 4월 1일 - 정촌제 시행과 함께 기타쿠노헤군 도다촌이 성립하였다.
- 1896년 3월 29일 - 기타쿠노헤군, 미나미쿠노헤군과 합병해 구노헤군이 성립하여 구노헤군 도다촌이 되었다.
- 1955년 4월 1일 - 이보나이촌, 에사시카촌과 합병해 구노헤촌이 되었다.

## 참고서적
- 『이와테현 정촌 합병지』(이와테현 총무부 지방과, 1957년)